# نيك كيوزاك
نيك كيوزاك (بالإنجليزية: Nick Cusack)‏ هو مدرب كرة قدم ولاعب كرة قدم بريطاني، ولد في 24 ديسمبر 1965 في روثرهام ‏ في المملكة المتحدة. لعب مع أكسفورد يونايتد ودارلينجتون إف سى وسوانزي سيتي وليستر سيتي ونادي بيتربورو يونايتد ونادي فولهام ونادي ماذرويل وويكمب وندررز.

## وصلات خارجية
- نيك كيوزاك على موقع قاعدة بيانات كرة القدم.إي يو (الإنجليزية)
- نيك كيوزاك على موقع عالم كرة القدم.نت (الإنجليزية)